# 国道164号

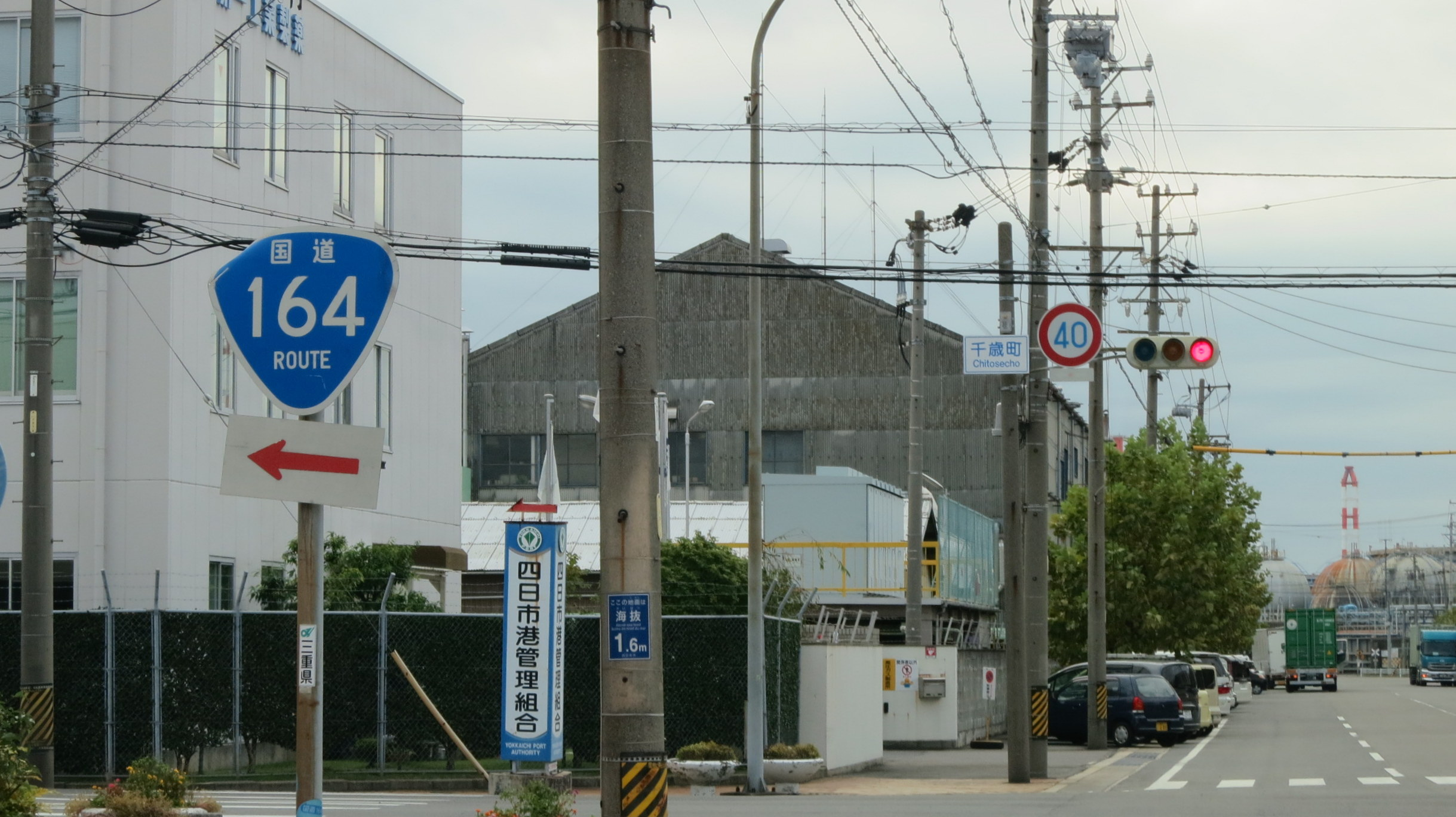
国道164号 起点付近
三重県四日市市 千歳町交差点
四日市港付近

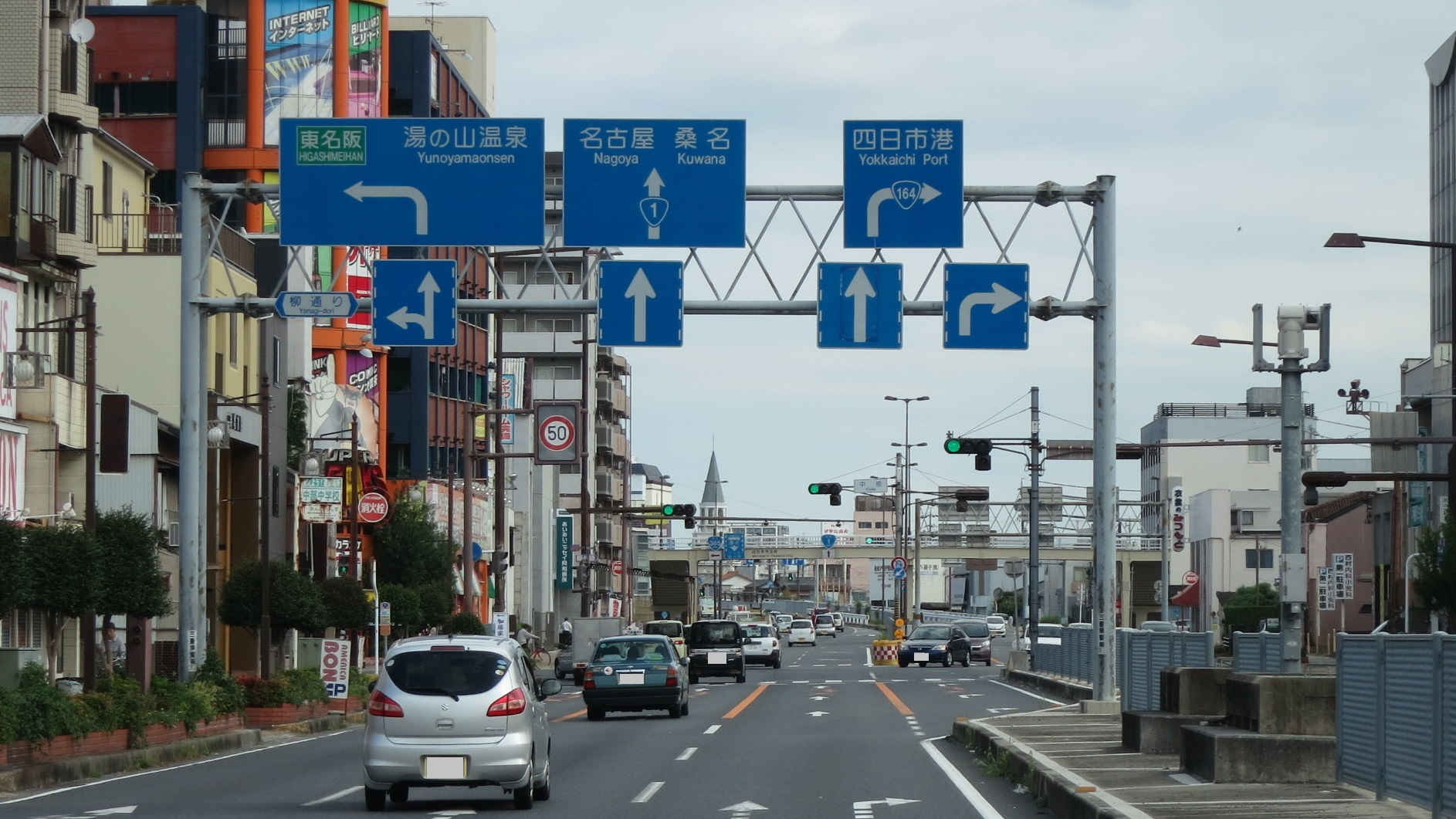
国道164号 終点付近
三重県四日市市 中部交差点
国道1号との重複区間

国道164号（こくどう164ごう）は、三重県四日市市を通る一般国道である。

## 概要

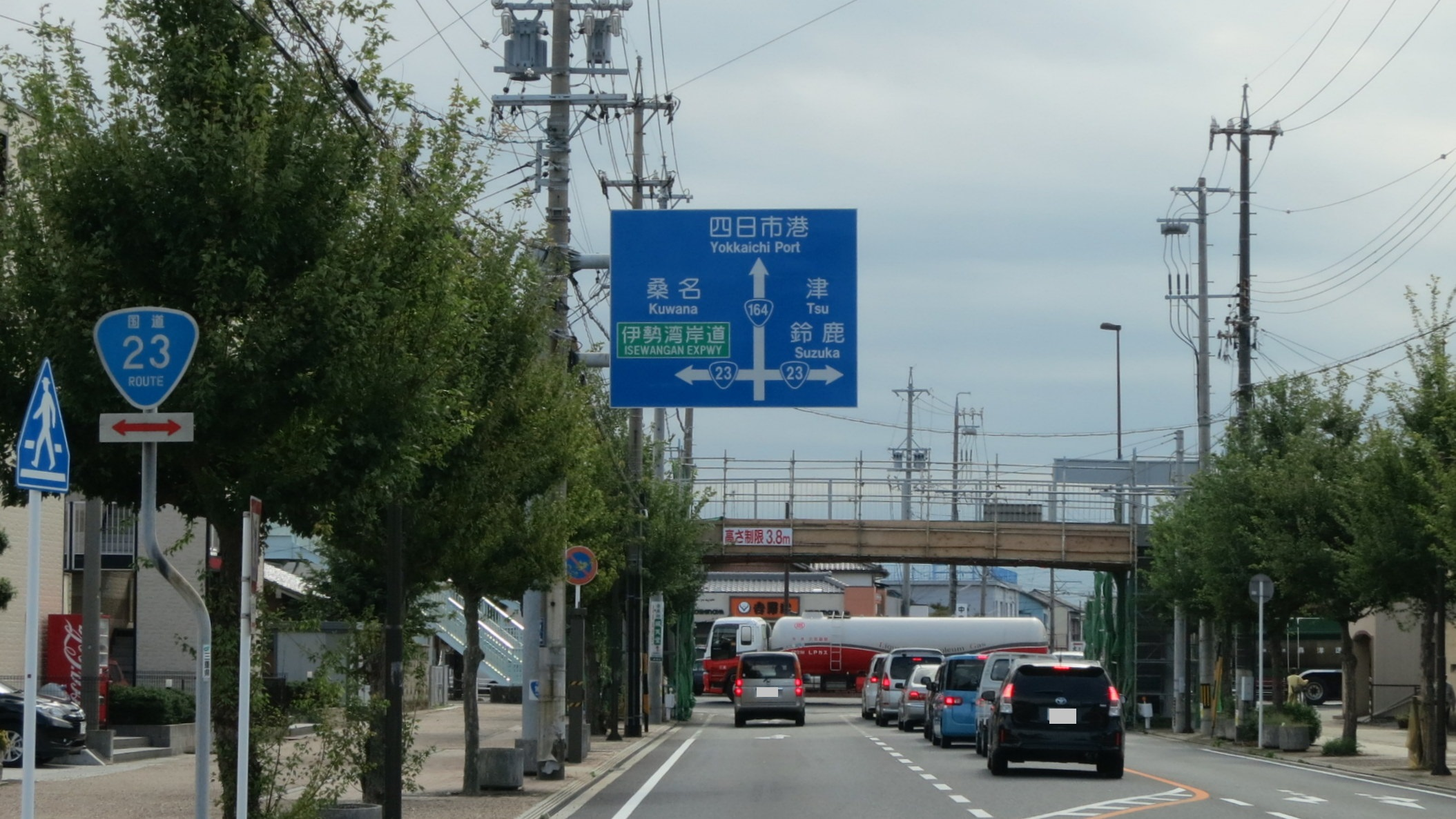
国道23号（名四国道）との交差
三重県四日市市 浜町付近

国際拠点港湾である四日市港の四日市港湾合同庁舎前から、四日市市中部の国道1号とを連絡する、延長3.2 kmの一般国道の路線で、いわゆる港国道の一つである。終点付近の中部交差点から約0.2 kmの国道1号との重複区間があり、終点は四日市市内を走る国道1号（東海道）上の諏訪神社前交差点にある。経路の途上にある同市浜町で、国道23号（名四国道）と交差する。沿線は、工場の煙突が建つ四日市コンビナートの風景が広がる。

### 路線データ
一般国道の路線を指定する政令に基づく起終点および重要な経過地は次のとおり。
- 起点：四日市港（四日市港湾合同庁舎前）
- 終点：四日市市諏訪町（諏訪神社前交差点[注釈 2][4] = 国道1号上）
- 重要な経過地：なし
- 総延長：3.2 km（重用延長を含む）[5][注釈 3]
- 重用延長：0.2 km[5][注釈 3]
- 未供用延長：なし[5][注釈 3]
- 実延長：3.0 km[5][注釈 3]
  - 現道：3.0 km[5][注釈 3]
  - 旧道：なし[5][注釈 3]
  - 新道：なし[5][注釈 3]
- 指定区間：国道1号と重複する区間（四日市市・中部交差点 - 諏訪神社前交差点（終点））[6]

## 歴史
道路法（昭和27年法律第180号）に基づく二級国道として初回指定された路線のひとつである。かつては相生橋東交差点から諏訪町北交差点（現・諏訪神社前交差点）が本路線の経路であったが、現在は北側の柳通りに移転し、旧道は四日市市に移管して市道諏訪新道線となり、接続していた三重県道521号四日市停車場線も市道に変更になっている。

### 年表
- 1953年（昭和28年）5月18日 - 二級国道164号四日市港線（四日市港 - 四日市市大字浜田）として指定施行[9]。
- 1965年（昭和40年）4月1日 - 道路法改正により一級・二級区分が廃止されて一般国道164号として指定施行。終点を四日市市諏訪町とする[3]。

## 路線状況

### 通称
- 柳通り

国道23号（名四国道）交点から国道1号交点（中部交差点）の愛称。通り名は中部交差点延長上の市道にもまたがって国道477号の久保田橋南詰まで指定されている。

### 重複区間
- 国道1号（四日市市中部・中部交差点 - 四日市市諏訪町北・諏訪神社前交差点（終点））

### 道路施設

#### 橋梁
- 千戈橋（千歳運河、四日市市）
- 蓬菜橋（黒川、四日市市）
- 開栄橋（四日市市）

## 地理

### 通過する自治体
- 三重県
  - 四日市市

### 交差する道路
| 交差する道路              | 交差する場所 | 交差する場所            |
| ------------------------- | ------------ | ----------------------- |
| 三重県道6号四日市楠鈴鹿線 | 尾上町       | 尾上町交差点            |
| 国道23号 / 名四国道       | 北納屋町     | 四日市市北納屋町交差点  |
| 国道1号 重複区間起点      | 中部         | 中部交差点              |
| 国道1号 重複区間終点      | 諏訪町       | 諏訪神社前交差点 / 終点 |

### 交差する鉄道
- 関西本線

### 沿線
- 四日市港湾合同庁舎（四日市市千歳町）
- 日本板硝子四日市事業所（同上）
- 末広橋梁（四日市市末広町・千歳運河） - 重要文化財指定の日本最古の現役の鉄道可動橋。
- 四日市港郵便局（四日市市尾上町）
- 諏訪神社（四日市市諏訪栄町）